# Pieter de Vlaming van Oudshoorn
Pieter de Vlaming van Oudshoorn (Amsterdam, 9 september 1563 - aldaar, 10 augustus 1628) was een Amsterdams burgemeester.
Hij trad op 5 april 1592 in het huwelijk met Aafje de Waal. Zij kregen o.a. een dochter Elisabeth de Vlaming van Oudshoorn (1600-1669) en een dochter Margaretha Pietersdr die trouwde met Nicolaes Tulp.
Pieter de Vlaming van Oudshoorn was in de jaren 1621, 1623, 1626, 1628 burgemeester van Amsterdam.